# Piauí
Piauí je brazilska država koje se prostire od atlantske obale prema unutrašnjosti Brazila. 

## Zemljopis
Susjedne države su Maranhão na zapadu,  Ceará, Pernambuco i Bahia na istoku, te Tocantins na jugu. Na sjeveru države ima kratku obalu Atlantskog oceana.
Glavna rijeka u državi je Parnaíba koja tvori granicu s Maranhaom tijekom čitave svoje dužine,  gotovo u cijelosti država se nalazi unutar sliva Parnaíba i njenih pritoka.

## Povijest
Država je bogata važnim arheološkim lokalitetima, uključujući i Nacionalni park Sete Cidades i Nacionalni park Serra de Capivara koji su bogati ostacima iz starijeg kamenog doba.
U 17. stoljeću, mnogi siromašni plemići i isusovci, kao i crni i indijanski robovi su se nastanili u Piauí.  Na početku 20. stoljeća, glavna industrijska grana u državi je stočarstvo.
Glavni grad države Teresina bio je prvi brazilski grad koji je planski sagrađen. Godine 1852. dizajnirao ga je arhikteket nadahnut šahovskom pločom. Smješten je na ušću rijeka Parnaíba i Poti, Teresina je poznat kao zeleni grad jer je duž gradskih ulica zasađen mango.

## Stanovništvo
Prema Brazilskom zavodu za statistiku 2008. godine u državi živi 3.164.000 stanovnika, dok je gustoća naseljenosti 12,1 stan./km ².
Većina stanovništva živi u urbanim područjima njih 60,7% (2006), rast stanovništva je 1,1% od 1991. do 2000. 
Većina stanovništva su mulati 71,80% zatim bijelci 23,36% i crnci 4,60% dok je indijanaca 0,47%.

## Vanjske poveznice
- Službena stranica  Arhivirana inačica izvorne stranice od 13. listopada 2019. (Wayback Machine)